# C album
『C album』（シー・アルバム）は、KinKi Kidsの3枚目のアルバム。1999年8月4日発売。発売元はジャニーズ・エンタテイメント。

## 概要
前作『B album』から約1年ぶりにリリースされた3枚目のアルバム。
前作発売直前にリリースされた「全部だきしめて／青の時代」や筒美京平が作曲した「やめないで,PURE」などのシングル曲を収録している。限定生産であった5thシングル「Happy Happy Greeting／シンデレラ・クリスマス」は未収録。
初回限定盤はスペシャルパッケージに、KinKi Kidsオリジナルナイロンバッグが付属された。

## 収録曲
※ シングル曲の解説は各シングルのページを参照。
| #         | タイトル                         | 作詞      | 作曲       | 編曲                                  | 時間  |
| --------- | -------------------------------- | --------- | ---------- | ------------------------------------- | ----- |
| 1.        | 「It's All Right」               | 上野浩司  | 飯田建彦   | 長岡成貢 / コーラスアレンジ: 松下誠   | 4:57  |
| 2.        | 「ふらいんぐ・ぴーぷる '99」     | 戸沢暢美  | 飯田建彦   | CHOKKAKU                              | 4:47  |
| 3.        | 「キミは泣いてツヨくなる」       | 三井拓    | 荒木真樹彦 | 石塚知生 / コーラスアレンジ: 岩田雅之 | 4:50  |
| 4.        | 「全部だきしめて」               | 康珍化    | 吉田拓郎   | 武部聡志                              | 4:35  |
| 5.        | 「あのときの空」                 | 知野芳彦  | 知野芳彦   | 知野芳彦                              | 4:52  |
| 6.        | 「Peaceful World」(歌: 堂本光一) | 堂本光一  | 堂本光一   | 石塚知生 / コーラスアレンジ: 岩田雅之 | 5:40  |
| 7.        | 「やめないで,PURE」              | 伊達歩    | 筒美京平   | WACKY KAKI                            | 4:37  |
| 8.        | 「Natural Thang」                | 米倉利徳  | 米倉利徳   | 木村賢一 / コーラスアレンジ: 米倉利徳 | 4:50  |
| 9.        | 「フラワー」                     | HΛL       | HΛL、音妃  | 船山基紀 / コーラスアレンジ: 松下誠   | 5:11  |
| 10.       | 「BRAND NEW DAY」                | 山本英美  | 川上明彦   | 岩田雅之                              | 4:34  |
| 11.       | 「さまざまな愛」(歌: 堂本剛)     | 堂本剛    | 堂本剛     | 知野芳彦                              | 6:01  |
| 12.       | 「Rocketman」                    | 相田毅    | 西川進     | 松永寛樹 / コーラスアレンジ: 松下誠   | 5:15  |
| 13.       | 「青の時代」                     | canna     | canna      | 新川博 / コーラスアレンジ: 松下誠     | 5:36  |
| 合計時間: | 合計時間:                        | 合計時間: | 合計時間:  | 合計時間:                             | 65:45 |

### 楽曲解説
1. It's All Right
堂本光一・堂本剛出演の日本テレビ系「KinKi KidsのGyu!」エンディングテーマ。
2. ふらいんぐ・ぴーぷる '99
後に自身の2007年のベスト・アルバム『39』にも収録されている。
3. キミは泣いてツヨくなる
4. 全部だきしめて
4thシングルの1曲目。
表記は無いが、アルバムバージョンである。
5. あのときの空
6. Peaceful World - 堂本光一
今作が発売される前からコンサートで披露されていた。
後に光一のソロシングル「妖 〜あやかし〜」の通常版で、「Peaceful World -2009-」として再録されている。
7. やめないで,PURE
6thシングル。
表記は無いが、アルバムバージョンである。
8. Natural Thang
メンバー共に「衝撃を受けた楽曲」と話す楽曲。
「thang」とは「thing」の俗語を意味する。
後に自身の2007年のベスト・アルバム『39』にも収録されており、発売時のファン投票で34位にランクインした。
9. フラワー
7thシングル。
10. BRAND NEW DAY
11. さまざまな愛 - 堂本剛
今作が発売される前からコンサートで披露されていた。
12. Rocketman
13. 青の時代
4thシングルの2曲目。

出版者　4：フジパシフィックミュージック、7：日本テレビ音楽株式会社、13：日音&ブライト・ノート・ミュージック、その他全曲：ブライト・ノート・ミュージック

## 参加ミュージシャン
不明（クレジット表記無し、シングル曲は、各曲を参照のこと）

## 映像作品
- ふらいんぐ・ぴーぷる '99
  - KinKi Kids 2010-2011 〜君も堂本FAMILY〜
- キミは泣いてツヨくなる
  - KinKi Kids Dome F Concert 〜Fun Fan Forever〜
  - KinKi Kids 2010-2011 〜君も堂本FAMILY〜
  - KinKi Kids Concert -Thank you for 15years- 2012-2013
  - P album（初回盤A）
- Peaceful World
  - Asian Biggest Live with 光一Birthday KinKi Kids 3 days Panic! at TOKYO DOME '98-'99
  - KOICHI DOMOTO LIVE TOUR 2004 1/2
- Natural Thang
  - KinKi you DVD
  - KinKi Kids O正月コンサート2021
- さまざまな愛
  - Asian Biggest Live with 光一Birthday KinKi Kids 3 days Panic! at TOKYO DOME '98-'99
- Rocketman
  - 風雲再起近畿小子2001台北演唱會 〜KinKi Kids Returns! 2001 Concert Tour in Taipei〜
  - KinKi Kids Dome F Concert 〜Fun Fan Forever〜
  - KinKi Kids Concert -Thank you for 15years- 2012-2013
  - KinKi Kids Concert 「Memories & Moments」